# يعقوب بيكينشتاين
يعقوب ديفيد بيكينشتاين (بالعبرية: יעקב בקנשטיין‏) (1 مايو 1947 - 16 أغسطس 2015) عالم فيزياء نظري أمريكي من أصل مكسيكي مولود في الولايات المتحدة قدم إسهامات أساسية في تأسيس الديناميكا الحرارية للثقب الأسود وفي جوانب أخرى من العلاقات بين المعلومات والجاذبية.